# All Out of Love
«All Out of Love» es una balada pop rock por Air Supply, lanzado en 1980. Llegó al número dos en Estados Unidos y número 11 en Reino Unido en el resto del mundo fue un éxito en todas las listas de popularidad. La canción es considerada una de las canciones de amor más exitosas.

## Versiones de la canción
La canción ha sido presentada por numerosos artistas. El artista Alan Tam, la tituló "小風波" ("Pequeña tormenta", o "Pequeña disputa"), que fue un éxito en Hong Kong en 1981. Andru Donalds lanzó como sencillo la canción haciéndola llegar al Top 5 en Europa en 1999 y la banda australiana Mercury4' incluyó la canción en su álbum debut en 2004. La banda americana Jagged Edge grabó la canción para la banda sonora de la película de Jamie Foxx, All the Rules.
La boy band Westlife de Irlanda grabó la canción con un dueto con la cantante Delta Goodrem para el álbum de la banda The Love Album, y la presentaron juntos en un episodio de The X Factor. Su versión llegó al número 31 de las listas de Suecia como descarga digital en febrero del 2007, pero no fue lanzada como sencillo comercial en otros mercados.
La banda irlandesa OTT tuvo un éxito con la canción en su país nativo en 1996, y el siguiente año en Reino Unido. La canción también ha sido presentada por la banda Enigma, y más tarde por el cantante inglés Declan Galbraith. John Barrowman incluye la versión en su álbum Another Side. Cliff Richard también presentó la canción en su álbum Love... The Album. Keira Green grabó un cover de baile en 2006 que encontró su manera en entrar en varios álbumes de compilación. Otra versión de esta canción en 2004, fue por el canadiense Mary Zilba.
En junio del 2003, el proyecto de baile en UK presentó a Natalie Rossi para hacer la versión de la canción. 
La canción se presenta en la película Van Wilder.
La canción ha sido usada en traileres por el film australiano Animal Kingdom.
En 2015 Glee hizo una versión de esta canción para el episodio The Hurt Locker, Part Two de la sexta temporada.
En 2016 Air Supply graba  nuevamente la canción en una versión dance alcanzando el dance club chart de Billboard ocupando la posición 26.
En 2018 se utilizó la canción en el tráiler de la película Deadpool 2.

## Listado
Versión de Air Supply:
1. "All Out of Love" – 4.01
2. "Here I Am" – 3.48
3. "Every Woman in the World" – 3.32

Versión deAndru Donalds:
1. "All Out of Love" (Radio Edit) – 4:00
2. "All Out of Love" (Dance Radio Mix) – 3:59
3. "All Out of Love" (Slow Ambient Mix) – 4:18
4. "All Out of Love" (Ambient Club Mix) – 6:23

## En las listas
| Air Supply (1980)                       | Posición tope |
| --------------------------------------- | ------------- |
| sencillos EE. UU.                       | 2             |
| sencillos R.U.                          | 11            |
| dance club chart                        | 26 año 2016   |
| Andru Donalds (1999)                    | Peak posición |
| sencillos Austria                       | 3             |
| sencillos Alemania                      | 3             |
| sencillos Suiza                         | 3             |
| sencillos Estados Unidos                |               |
| Westlife featuring Delta Goodrem (2007) | Peak posición |
| sencillos Suecia                        | 31            |

## Certificaciones
| País           | Organismo Certificador | Certificación | Ventas certificadas | Ref.  |
| -------------- | ---------------------- | ------------- | ------------------- | ----- |
| Estados Unidos | RIAA                   | 2× Platino    | 2 000               | [ 5 ] |